# Bulletlån
Bulletlån, eller bullet-lån, är ett lån som återbetalas i sin helhet vid ett enda tillfälle vid kredittidens slut. Detta till skillnad från bland annat lån med amorteringar.